# Dødvande
Dødvande er et fysisk fænomen knyttet til et fartøjs fremdrift i stratificerede (lagdelte) vandmasser.

Fænomenet kan f.eks. observeres under sejlads i fjorde, hvor gletsjeres smeltevand løber ned på saltvand med kun lidt opblanding. 
Et skib, som udsættes for dødvande, kan blive svært at manøvrere og kan næsten stoppes helt. Meget, og nogle gange går det meste af skibspropellernes energi tabt i bølger og turbulens i dødvandet, hvilket kan mindske fremdriften til f.eks. 1/5 af den normale hastighed.
I sejlskibstiden var dette et større problem end i dag, da skibene kunne miste så meget fart, at manøvrering blev vanskelig.

## Springlag
Vandmasser er stratificerede, når et lag med én massefylde ligger under et andet lag med mindre massefylde, så der er en grænseflade mellem de to lag. En sådan grænseflade kaldes et springlag.
Et lag med højere massefylde kan f.eks. være atlanterhavsvand, som er salt. Østersøvand har lavt saltindhold, og flodvand har endnu lavere, da det er ferskvand. Hvis grænsefladen mellem to vandmasser ligger ret dybt i forhold til et fartøj, som bevæger sig frem, vil fartøjet forårsage en bølge på grænsefladen, på samme måde som fartøjet også danner bølger på vandoverfladen, (som er grænsefladen mellem vand og luft). Da denne indre bølge skabes af energi, mister fartøjet bevægelsesenergi (fart), og fartøjets fart vil da aftage – deraf navnet dødvande.

## Historisk
Den norske polarforsker Fridtjof Nansen var den første, som beskrev dødvande efter at have været udsat for fænomenet under en ekspedition med skibet Fram i august 1893 ved Nordenskjoldøerne nær Tajmyrhalvøen.